# Seznam největších jezer v Austrálii a Oceánii podle rozlohy
Největší jezera v Austrálii a Oceánii (nad 100 km²) seřazená podle rozlohy.

## Tabulka největších jezer
| Pořadí | Jezero             | Stát              | Rozloha | Délka | Odtok                |
|        |                    |                   | km²     | km    |                      |
| ------ | ------------------ | ----------------- | ------- | ----- | -------------------- |
| 1.     | Eyreovo jezero     | Austrálie         | 6,216   | 209   | bezodtoké            |
| 2.     | Torrensovo jezero  | Austrálie         | 5,698   | 209   | bezodtoké            |
| 3.     | Gairdnerovo jezero | Austrálie         | 4,700   | 160   | bezodtoké            |
| 4.     | Mackay             | Austrálie         | 3,494   | 110   | bezodtoké            |
| 5.     | Fromeovo jezero    | Austrálie         | *2,410  | 110   | bezodtoké            |
| 6.     | Barlee             | Austrálie         | 1,980   | 120   | bezodtoké            |
| 7.     | Disappointment     | Austrálie         | 1,500   | 75    | bezodtoké            |
| 8.     | Mac Leod           | Austrálie         | **1,300 | 80    | bezodtoké            |
| 9.     | Cowan              | Austrálie         | **1,035 | 80    | bezodtoké            |
| 10.    | Amadeovo jezero    | Austrálie         | *880    | 120   | bezodtoké            |
| 11.    | Taupo              | Nový Zéland       | *626    | 193   | Waikato              |
| 12.    | Murray             | Papua Nová Guinea | ***430  | 90    | průtok k Stricklandu |
| 13.    | Te Anau            | Nový Zéland       | ***344  | 65    | Waiau                |
| 14.    | Wakatipu           | Nový Zéland       | ***291  | 80    | Kawarau              |
| 15.    | Gordon             | Austrálie         | 272     | 35    | Serpentine           |
| 16.    | Pedder             | Austrálie         | 242     | 40    | Huon                 |
| 17.    | Chambri            | Papua Nová Guinea | 216     | 25    | Sepik                |
| 18.    | Wanaka             | Nový Zéland       | ***192  | 42    | Clutha               |
| 19.    | Manapouri          | Nový Zéland       | ***142  | 28    | Waiau                |
| 20.    | Hawea              | Nový Zéland       | ***141  | 35    | Hawea                |

## Laguny
Některá jezera - laguny jsou někdy zařazována mezi jezera a někdy jsou počítány jako zálivy
| Pořadí | Jezero      | Stát      | Rozloha | Délka | Odtok          |
|        |             |           | km²     | km    |                |
| ------ | ----------- | --------- | ------- | ----- | -------------- |
| 1.     | Gipslands   | Austrálie | ***600  | 60    | Tasmanovo moře |
| 2.     | Alexandrina | Austrálie | 580     | 55    | Indický oceán  |
| 3.     | Macquarie   | Austrálie | ***110  | 18    | Tasmanovo moře |

## Ostatní kontinenty
- Seznam jezer v Africe
- Největší jezera v Antarktidě podle rozlohy
- Seznam největších jezer v Asii podle rozlohy
- Seznam největších jezer v Evropě podle rozlohy
- Seznam jezer v Jižní Americe
- Seznam největších jezer v Severní Americe podle rozlohy